# Pusztaszer
Pusztaszer är en ort i Ungern.   Den ligger i provinsen Csongrád-Csanád, i den centrala delen av landet, 130 km sydost om huvudstaden Budapest. Pusztaszer ligger 83 meter över havet och antalet invånare är 1 642.